# Tacoma
Tacoma este un oraș din nord-vestul Statelor Unite ale Americii, statul Washington. În partea sudicǎ Tacoma se mǎrginește cu orașul University Place. Este situat la 50 km nord-est de Seattle și la 93 km nord-vest de capitala statului Olympia. Tacoma de asemenea este un important centru economic și financiar situat în regiune South Sound, care are o populație de aprox. 1 mln. de locuitori.

## Demografie
Populația totală a orașului în 2010: 198,397
Structura rasială în conformitate cu recensământul din 2010:
- 64.9% Albi
- 11.2% Negri
- 1.8% Americani Nativi
- 8.2% Asiatici
- 1.2% Hawaieni Nativi sau locuitori ai Insulelor Pacificului
- 8.1% Două sau mai multe rase
- 4.6% Altă rasă
- 11.3% Hispanici sau Latino (de orice rasă)

## Economie
Port în Golful Puget Sound. Industrie de prelucrare a lemnului, construcții de mașini, chimice și alimentare, metalurgie neferoasǎ, șantiere navale.

## Tacoma Narrows
Cel mai mult Tacoma este celebrǎ pentru podul său, construcția a acestuia a fost inițial distrusǎ în 1940, din cauza vântului (18 m/s). Acest incident fiind un exemplu clasic de manifestare a rezonanței.

## Personalități născute aici
- Lloyd Spooner (1884 - 1966), trăgător de tir;
- Bing Crosby (1903 - 1977), cântăreț, actor;
- Thomas Doe (1912 - 1969), bober olimpică;
- Philip Abelson (1913 - 2004), fizician;
- Fred Crisman (1919 - 1975), scriitor conspiraționist;
- Gretchen Fraser (1919 - 1994), schioare alpină;
- Frank Herbert (1920 - 1986), scriitor de science fiction;
- Pamela Reed (n. 1949), actriță;
- Kaye Hall (n. 1951), înotătoare olimpică;
- Megan Jendrick (n. 1984), înotătoare olimpică;
- Swerve Strickland (n. 1990), wrestler.

## Orașe înfrățite
- Ålesund, Norvegia
- Cienfuegos, Cuba
- Davao, Filipine
- George, Africa de Sud
- Kitakyūshū, Japonia
- N'Djamena, Ciad
- Taichung, Republica Chineză
- Valdivia, Chile
- Vladivostok, Rusia

## Legǎturi externe
- Tacoma (city), Washington Arhivat în 3 decembrie 2013, la Wayback Machine.
- Site oficial Arhivat în 29 martie 2008, la Wayback Machine.
- Greater Tacoma Arhivat în 30 martie 2012, la Wayback Machine.

1. ↑   https://www.cityoftacoma.org/cms/one.aspx?pageId=10289, accesat în 10 mai 2022 Lipsește sau este vid: |title= (ajutor)
2. ↑  2016 U.S. Gazetteer Files
3. ↑   https://it-ch.topographic-map.com/map-mwhp1h/Tacoma/?zoom=19&center=47.2558%2C-122.442&popup=47.25583%2C-122.44171 Lipsește sau este vid: |title= (ajutor)